# Gare de Lassemoen
La gare de Lassemoen  est une gare ferroviaire norvégienne de la ligne du Nordland. Elle est située sur le territoire de la commune de Namsskogan dans le comté et région de Trøndelag.

## Situation ferroviaire
Établie à 136 mètres d'altitude, la gare de Lassemoen est située au point kilométrique (PK) 254,64.

## Histoire
La gare est mise en service en 1940 lorsque la ligne est achevée jusqu'à Mosjøen. 

## Service des voyageurs

### Accueil
La gare dispose d'un bâtiment avec une salle d'attente ouverte tous les jours de 10h à 12h et de 18h à 20h.

### Desserte
Lassemoen est desservie par la ligne reliant Trondheim à Bodø. 

### Intermodalité
Un parking y est aménagé.